# Maastrichts aardewerk
Maastrichts aardewerk is de verzamelnaam voor voorwerpen van porselein en aardewerk, die vanaf circa 1835 op industriële wijze vervaardigd zijn in de Nederlandse stad Maastricht. Het gaat daarbij om producten van de aardewerkfabrieken van P. Regout & Co./De Sphinx (1834-1969), Clermont & Chainaye (1851-1859), N.A. Bosch (1853-1866), Guillaume Lambert & Cie. (1859-63), Société Céramique (1863-1958), Mosa (1883-1996) en F. Regout & Co. (1891-1896). Hoewel in principe alle keramische producten van Maastrichtse makelij onder deze definitie vallen, worden meestal huiselijke gebruiks- en siervoorwerpen bedoeld en niet grootschalig geproduceerde bouwartikelen als vloertegels en wasbakken. Maastrichts aardewerk is een geliefd verzamelobject.

## Firma Petrus Regout & Co. (1834-1899)

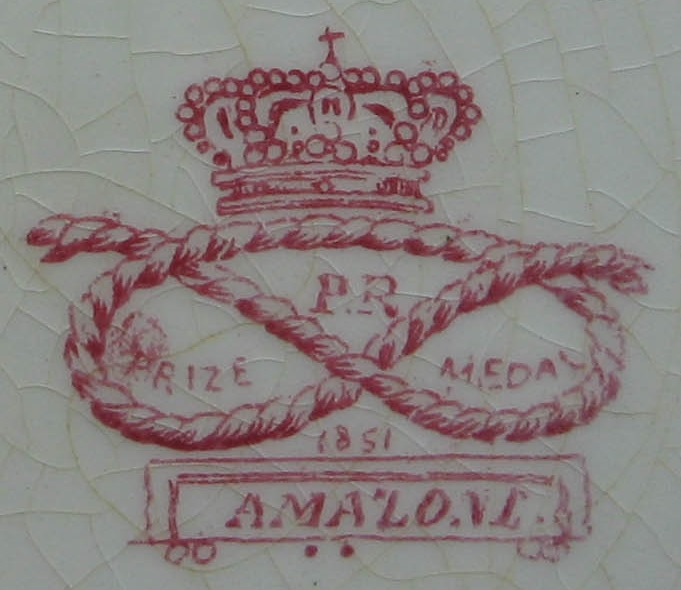
Beeldmerk P. Regout, decornaam en vermelding prijs

De kernactiviteit van het door Petrus Regout aan de Maastrichtse Boschstraat gestichte industriële imperium was sinds 1836 de productie van porselein en aardewerk; aanvankelijk nog onversierd, vanaf 1840 ook bedrukt aardewerk. De meeste modellen en drukdecors werden ingevoerd uit Engeland, in het bijzonder uit het centrum van aardewerkfabricage the Potteries (Stoke-on-Trent en omgeving). Om deze reden onderscheidt het vroege Regout-aardewerk zich nauwelijks van het Engelse. Uitzonderingen hierop vormen het handbeschilderde boerenbont, dat van omstreeks 1840 tot 1969 aan de Boschstraat werd geproduceerd, en een curieuze serie rijstkommen, schalen en sakeflesjes, die Regout omstreeks 1859 speciaal voor een Japanse handelsmissie liet ontwerpen. In de jaren 1880 nam Regout twee modelleurs, Lahaye en Lamour, in dienst. In 1896 werd de aardewerkfabriek van neef Frederik Regout overgenomen, die een vergelijkbaar assortiment produceerde, doch slechts vijf jaar in bedrijf is geweest.

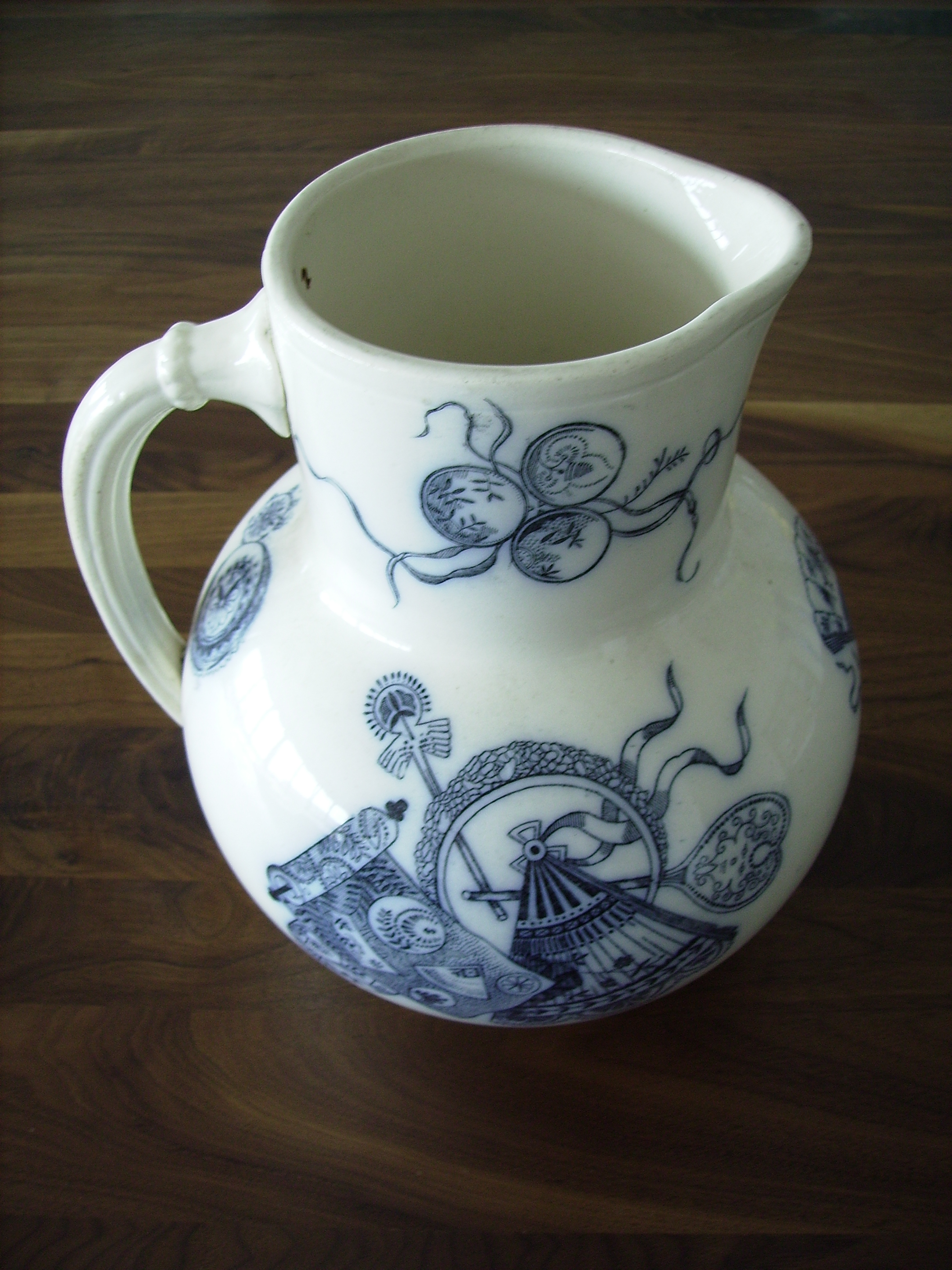
Waterkan, 19e eeuw
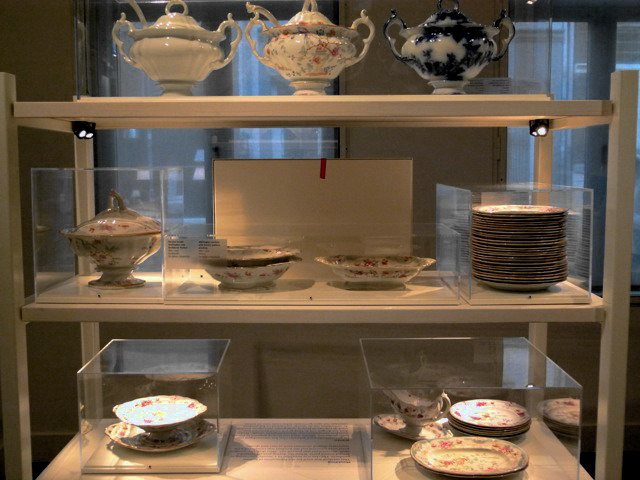
Servies Wellington met decor Portici, vanaf 1860
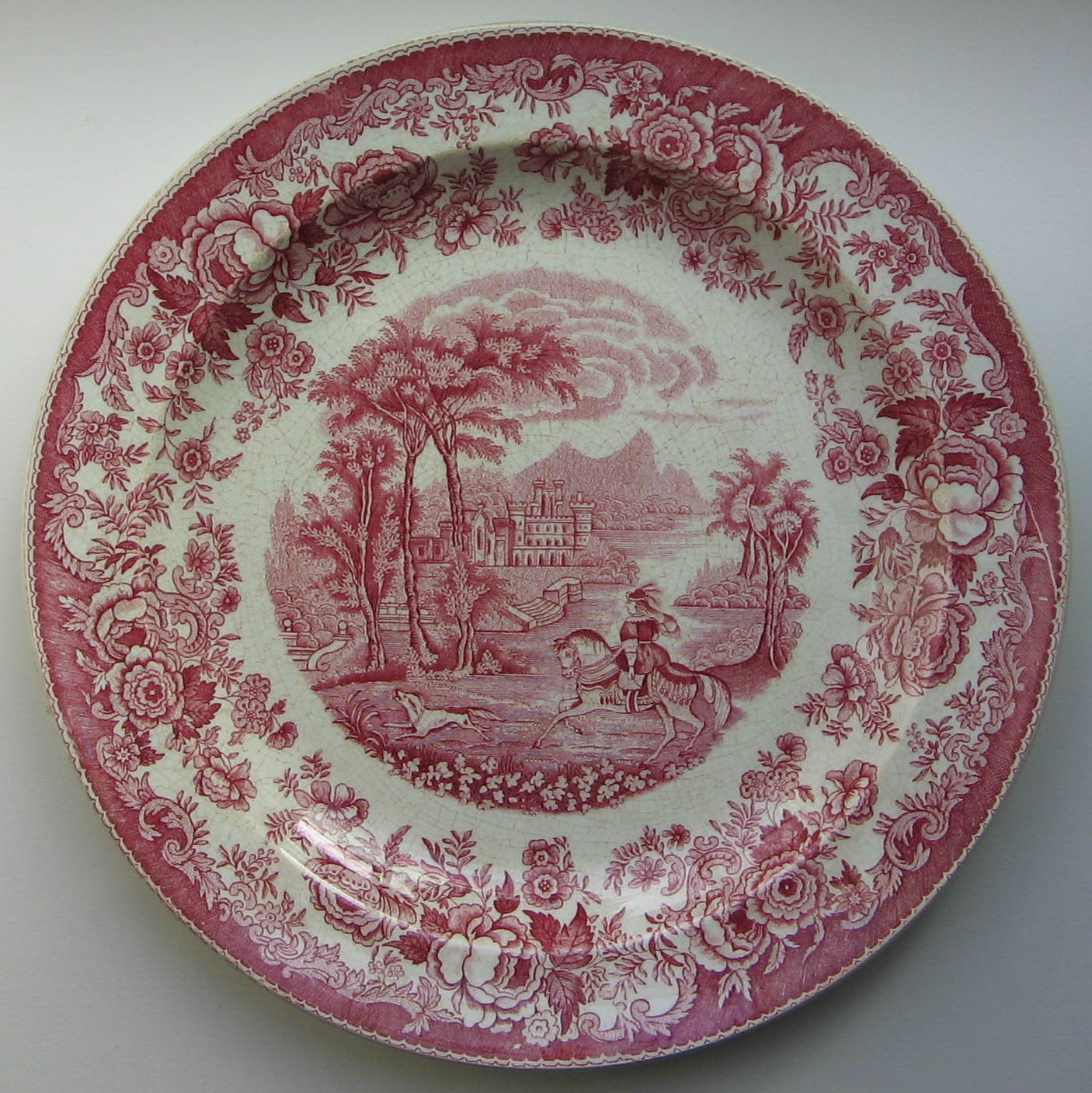
Bord Amazone, 1862-'80
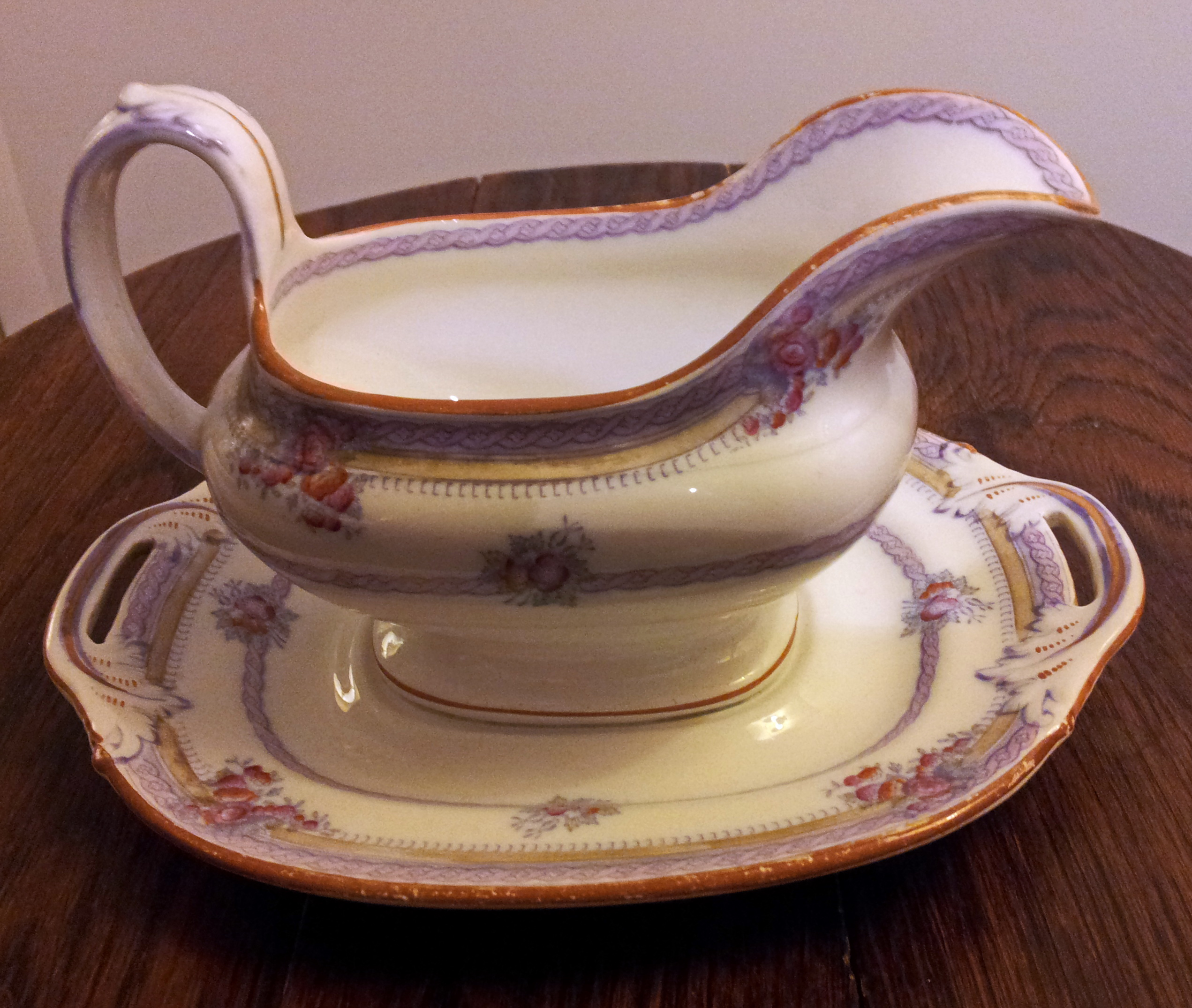
Sauskom "Mille Fleurs", vanaf 1871

## Société Céramique (1863-1958)

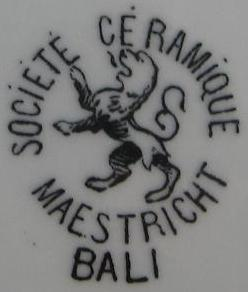
Beeldmerk Société Céramique en decornaam

De met Belgisch kapitaal gefinancierde Société Céramique produceerde vooral serviesgoed en ander huishoudelijk gebruiksaardewerk, en daarnaast ook sieraardewerk (vazen, herinneringsborden, beeldjes en dergelijke). Enkele decornamen die gebruikt werden voor serviezen van de Société Céramique zijn: Bali, Boerenhoeve, British Castles, Butterfly, Peacock, Japon, Visscher en Old England, hoewel de fabriek bij tijden ook bloemdecors gebruikte zonder naam en zonder stempel. De fabriek was enige tijd gespecialiseerd in lampetstellen, die namen droegen als Utrecht, Leiden, 's-Gravenhage en Amstel.

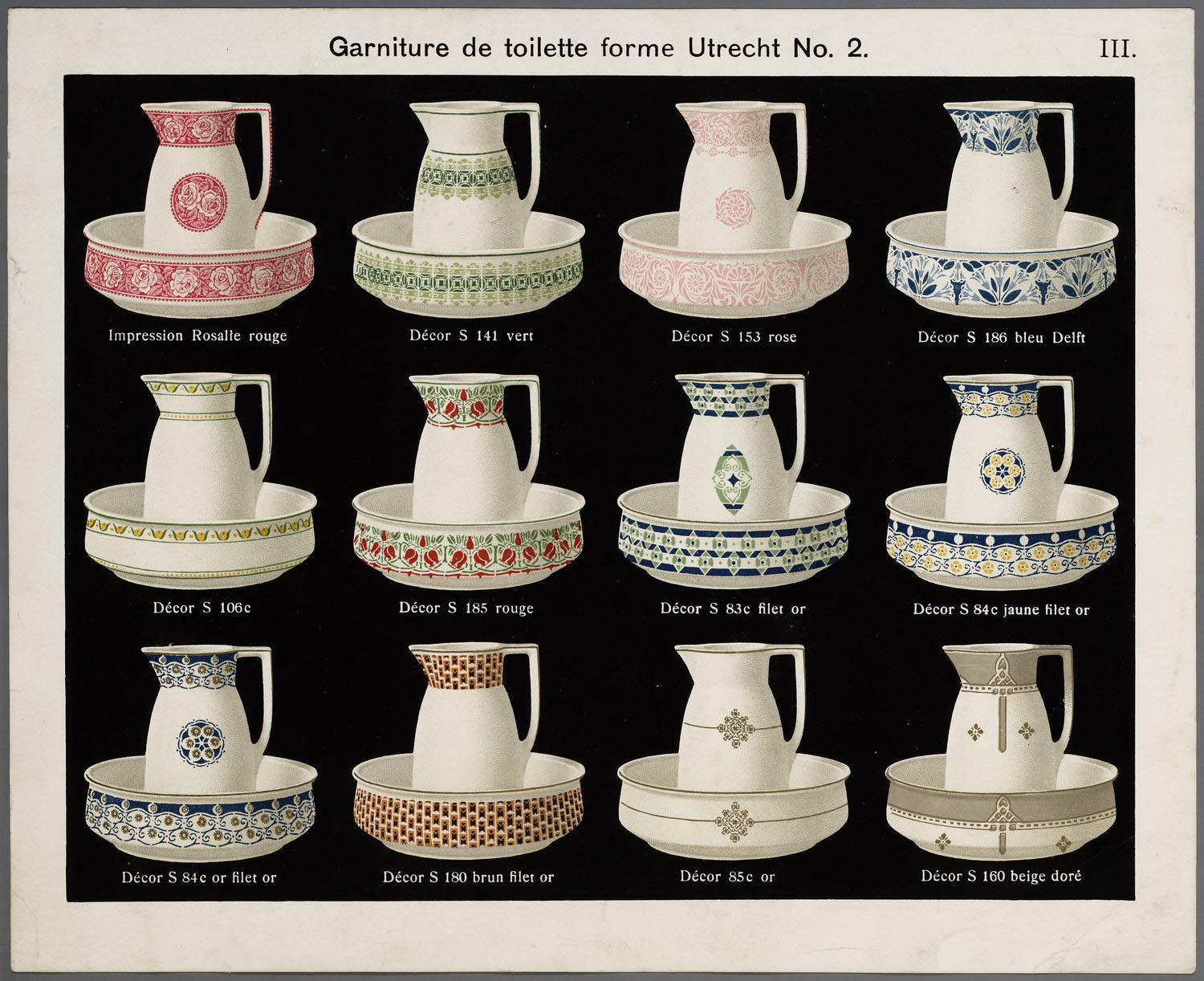
Ontwerpen lampetstel Utrecht (19e/20e eeuw)
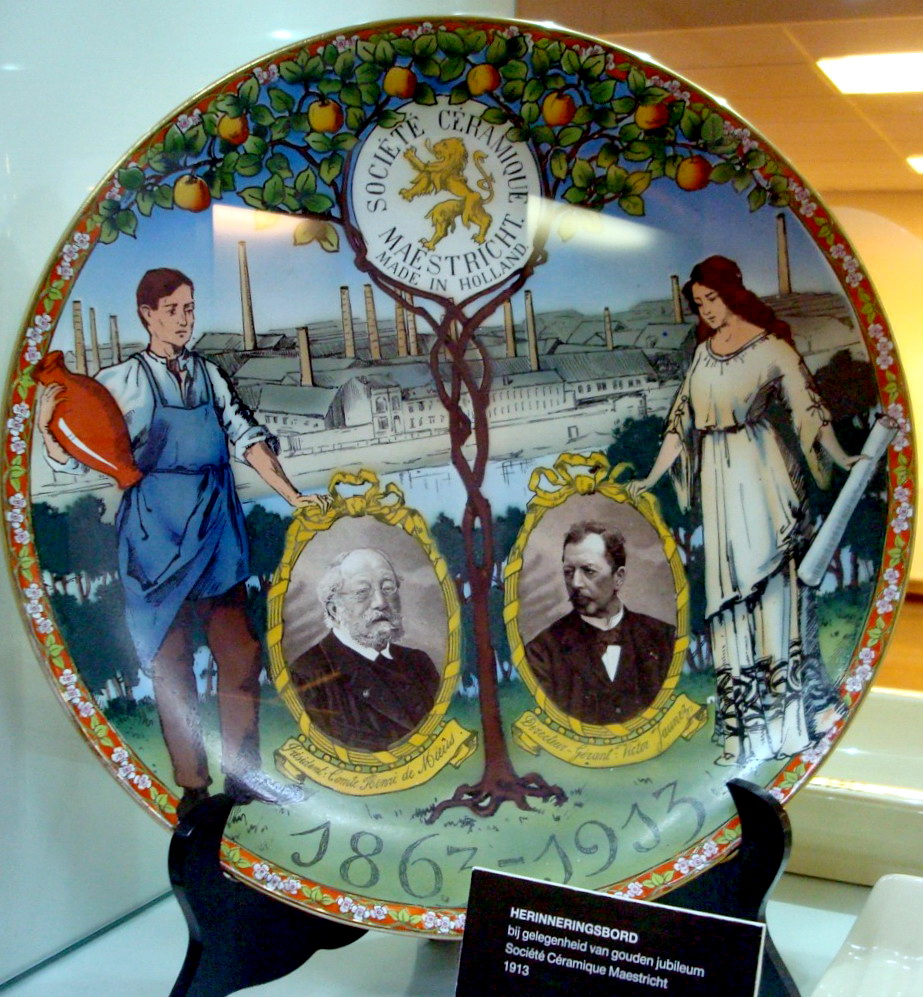
Jubileumbord 1913
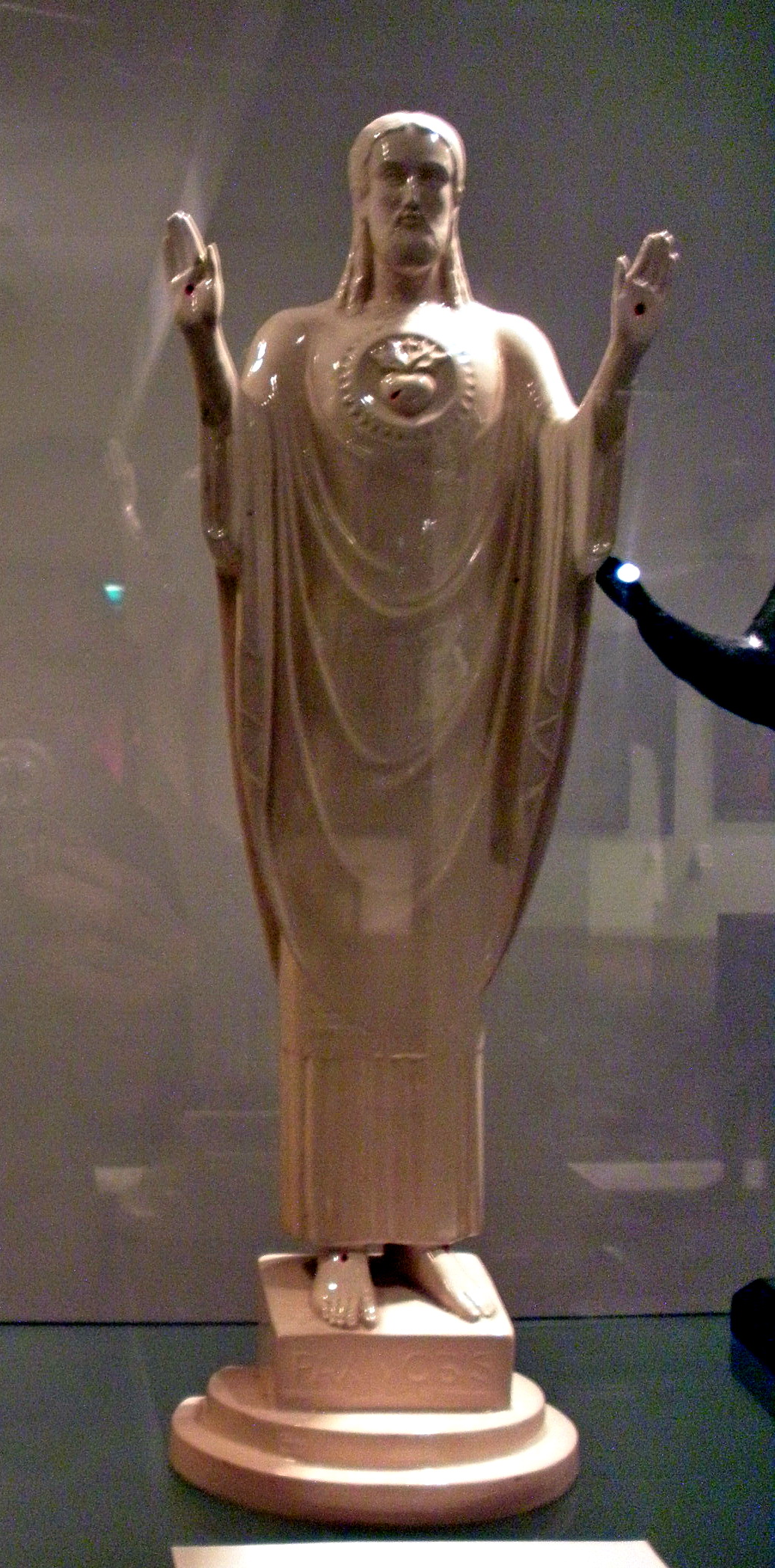
Heilig Hartbeeldje, 1916
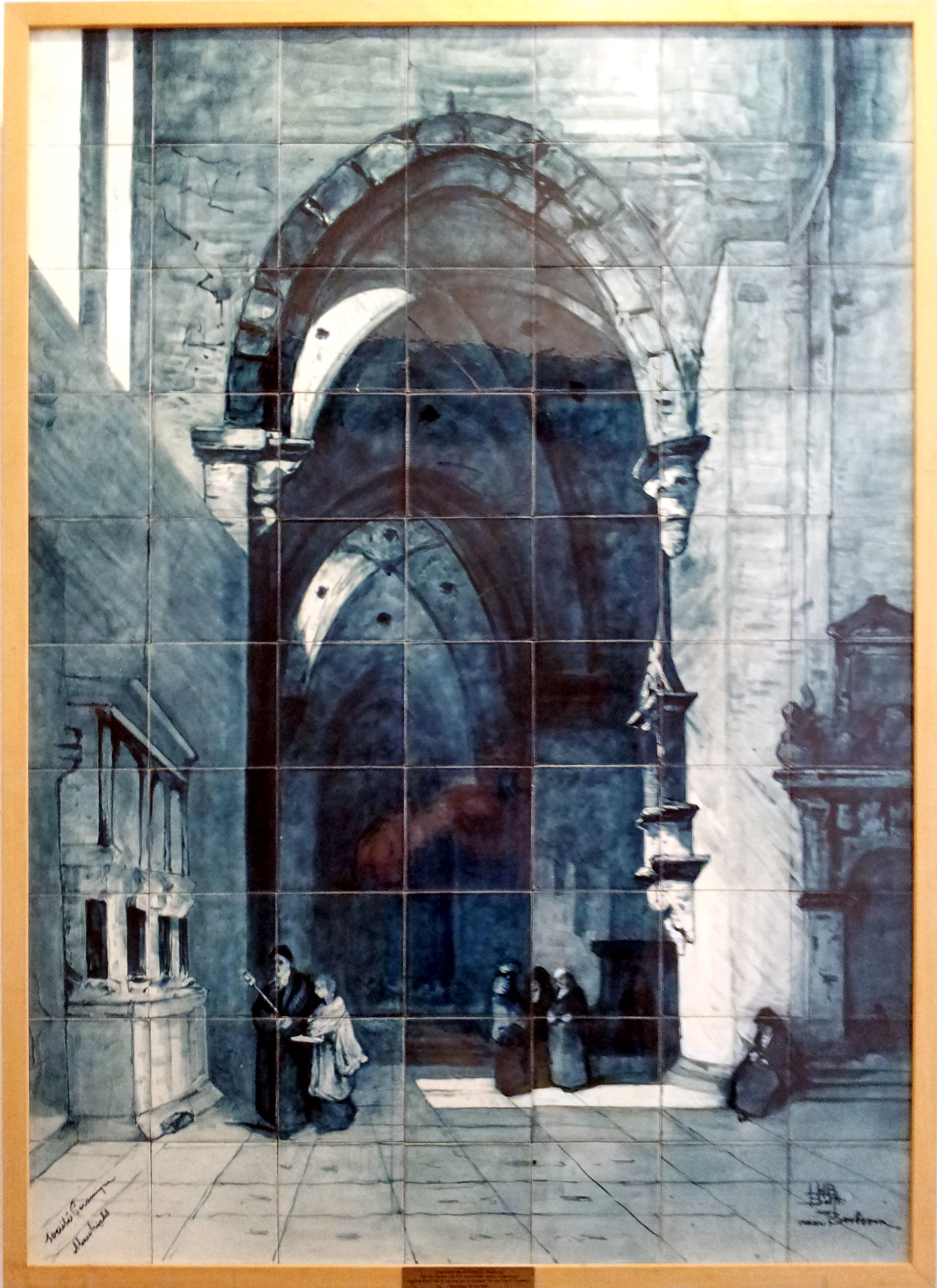
Tegeltableau, 1920?

## Mosa (1883-1996)

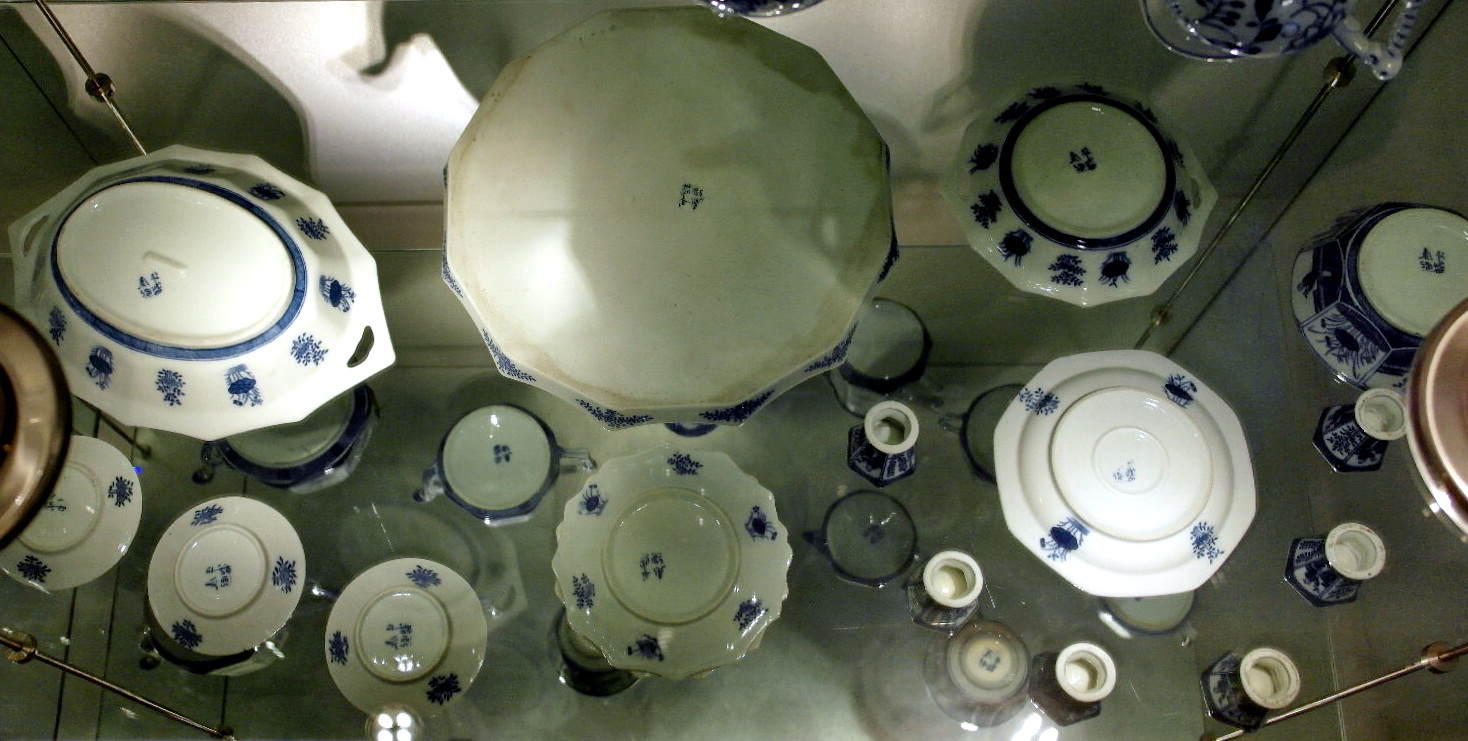
Beeldmerken Mosa op onderkant Lange Lijs-serviesgoed

Mosa, opgericht in 1883 door Louis I Regout en zijn zoon Louis II, bleek al snel een geduchte concurrent voor de bestaande Maastrichtse aardewerkfabrieken, inclusief die van vader Petrus Regout. Vooral het Mosa-decor Lange Lijs was decennialang een commercieel succes. Het serviesgoed met blauw-witte chinoiseriemotieven, waarvan meer dan 200 verschillende onderdelen zijn gefabriceerd, is tegenwoordig zeer populair bij verzamelaars.
Van 1950-'68 was Edmond Bellefroid, voorheen werkzaam bij De Sphinx, esthetisch adviseur en industrieel ontwerper bij de N.V. Mosa, waar hij zowel serieproducten als unica ontwierp. Zijn ontwerpen, zoals het servies Noblesse uit ca. 1955, zijn van hoge kwaliteit en worden gerekend tot de beste industriële producten van Nederland. Andere industriële ontwerpers en decorateurs die langere tijd voor Mosa werkten waren Pieter Stockmans, Ton Johannesma en Jef Schijns.
Bij het eeuwfeest in 1983 mocht het bedrijf het predicaat 'koninklijk' aan de naam toevoegen. Koninklijke Mosa produceerde toen nog maar nauwelijks huishoudelijke artikelen. In 1996 splitste de porseleinafdeling zich af. Het nieuwe bedrijf, Mosa Porselein NV, ging echter al in 2004 failliet. Daarop volgde een doorstart onder de naam Maastricht Porselein, een bedrijf dat tot op heden porseleinen serviezen produceert. Het verkoopkantoor is gevestigd in Oldenzaal en behoort tot Wegter Grootverbruik B.V.

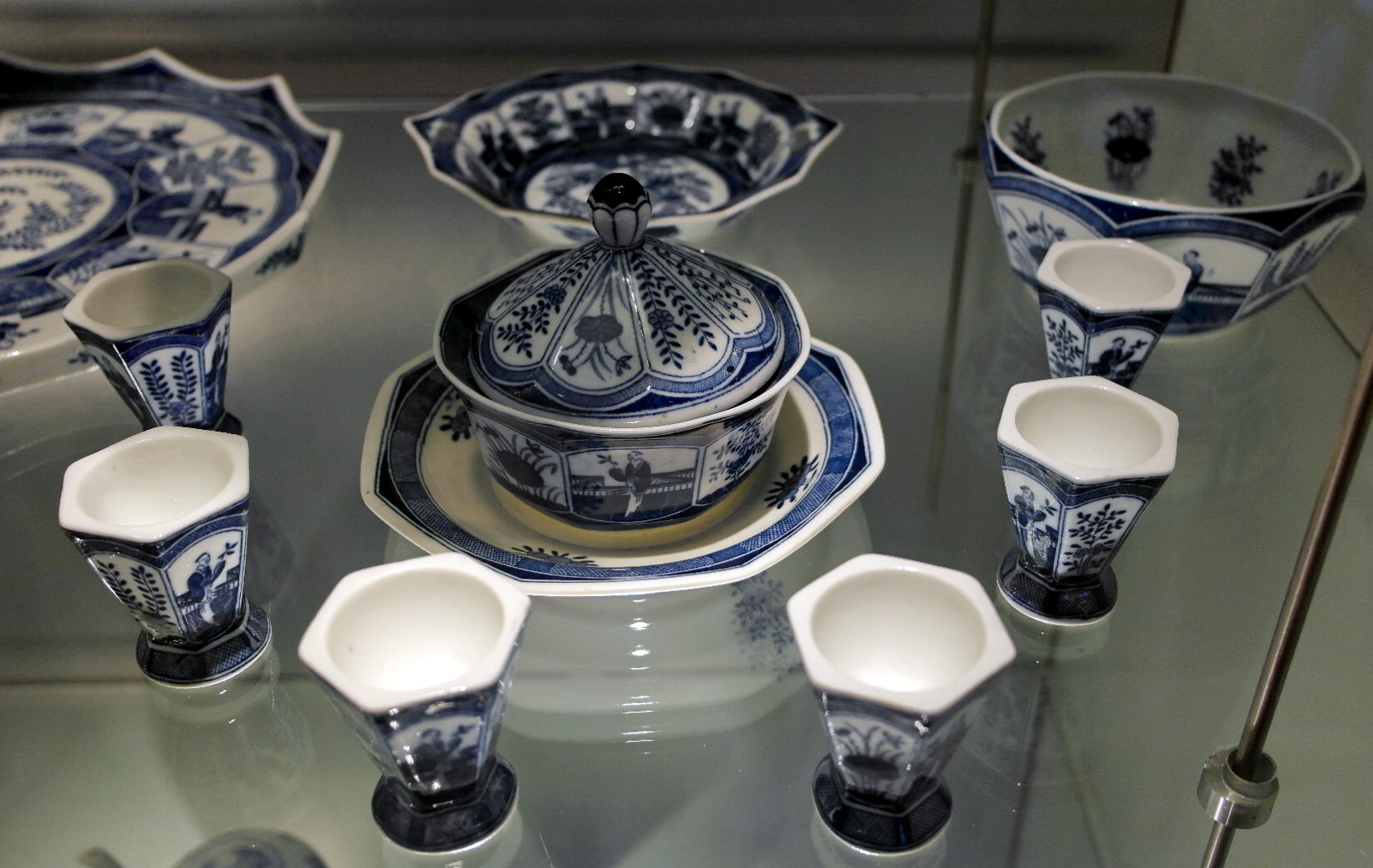
Servies met Lange Lijs-decor (ca. 1915)
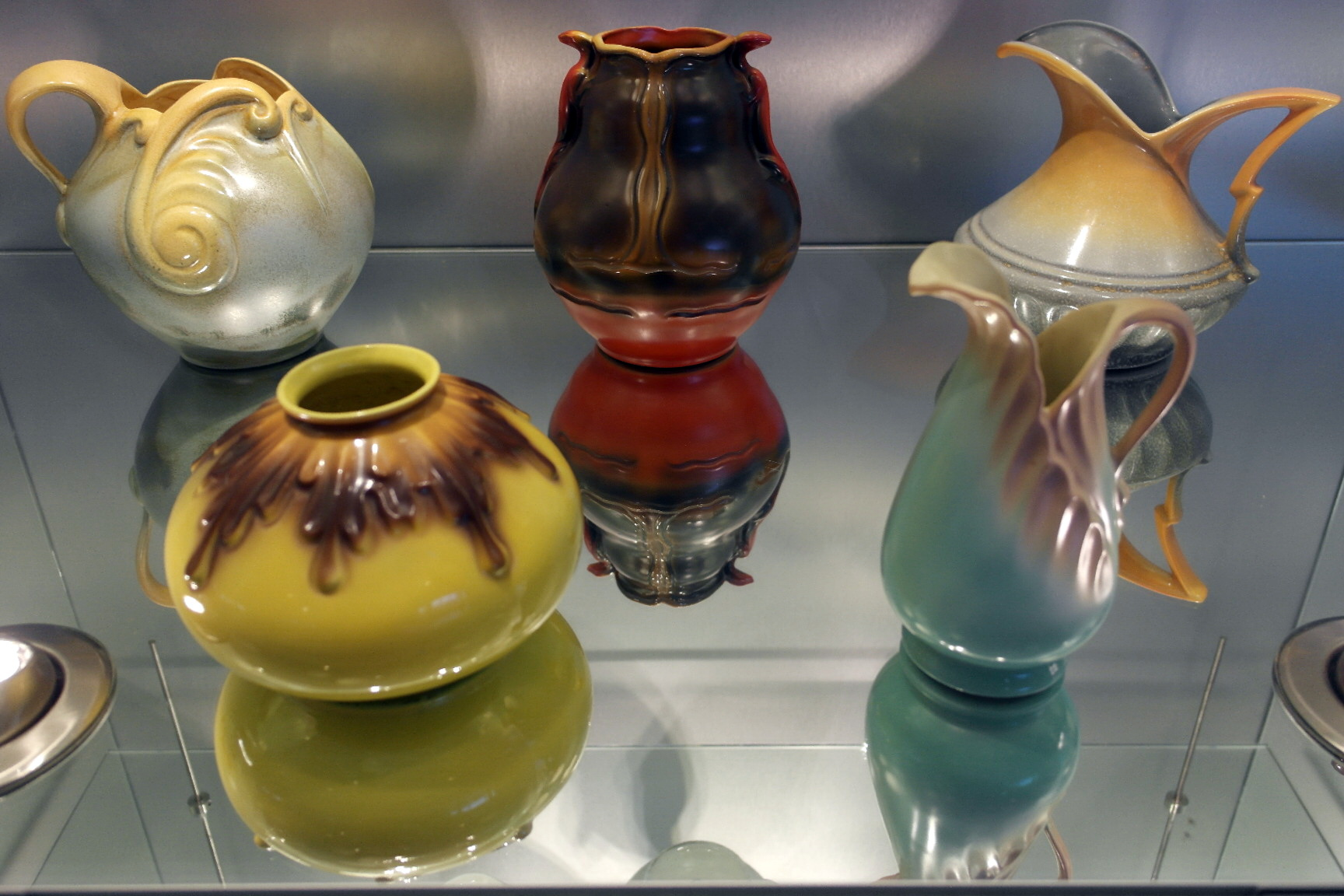
Vazen, jaren 30
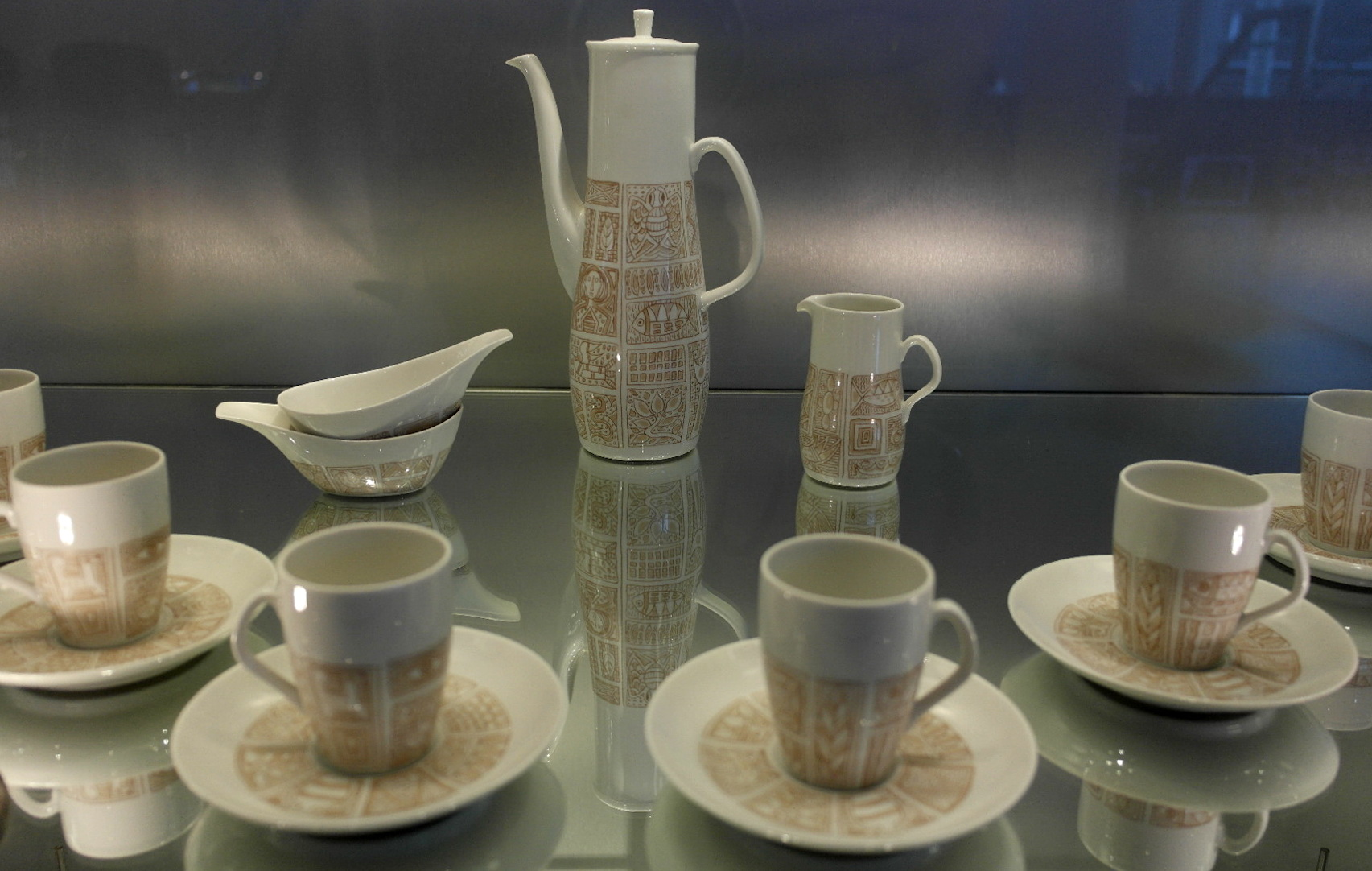
Servies Noblesse. E. Bellefroid, ca. 1955
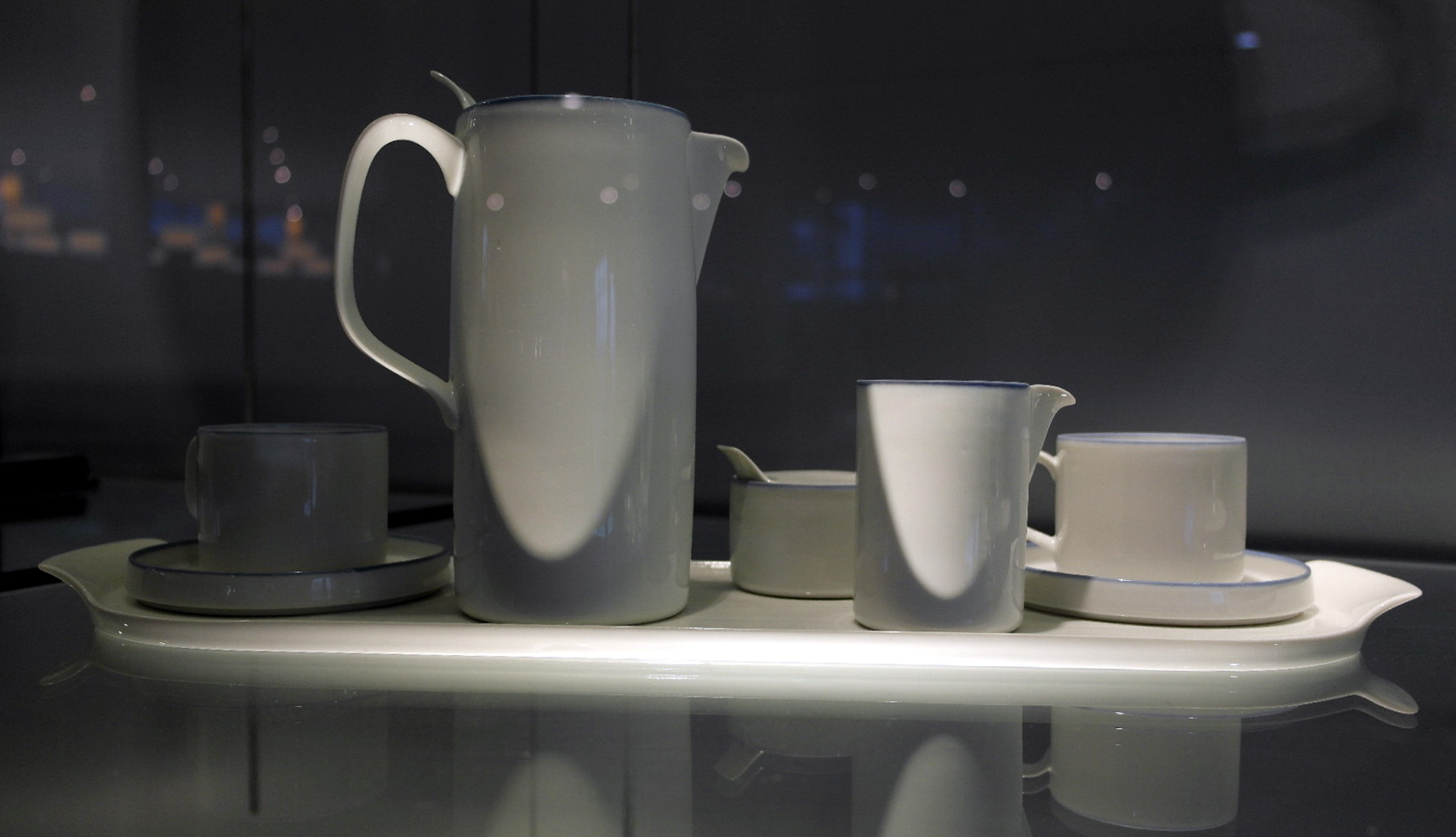
Servies Tête-à-tête, Pieter Stockmans, 1983

## De Sphinx, Sphinx-Céramique en Koninklijke Sphinx (1899-1969)

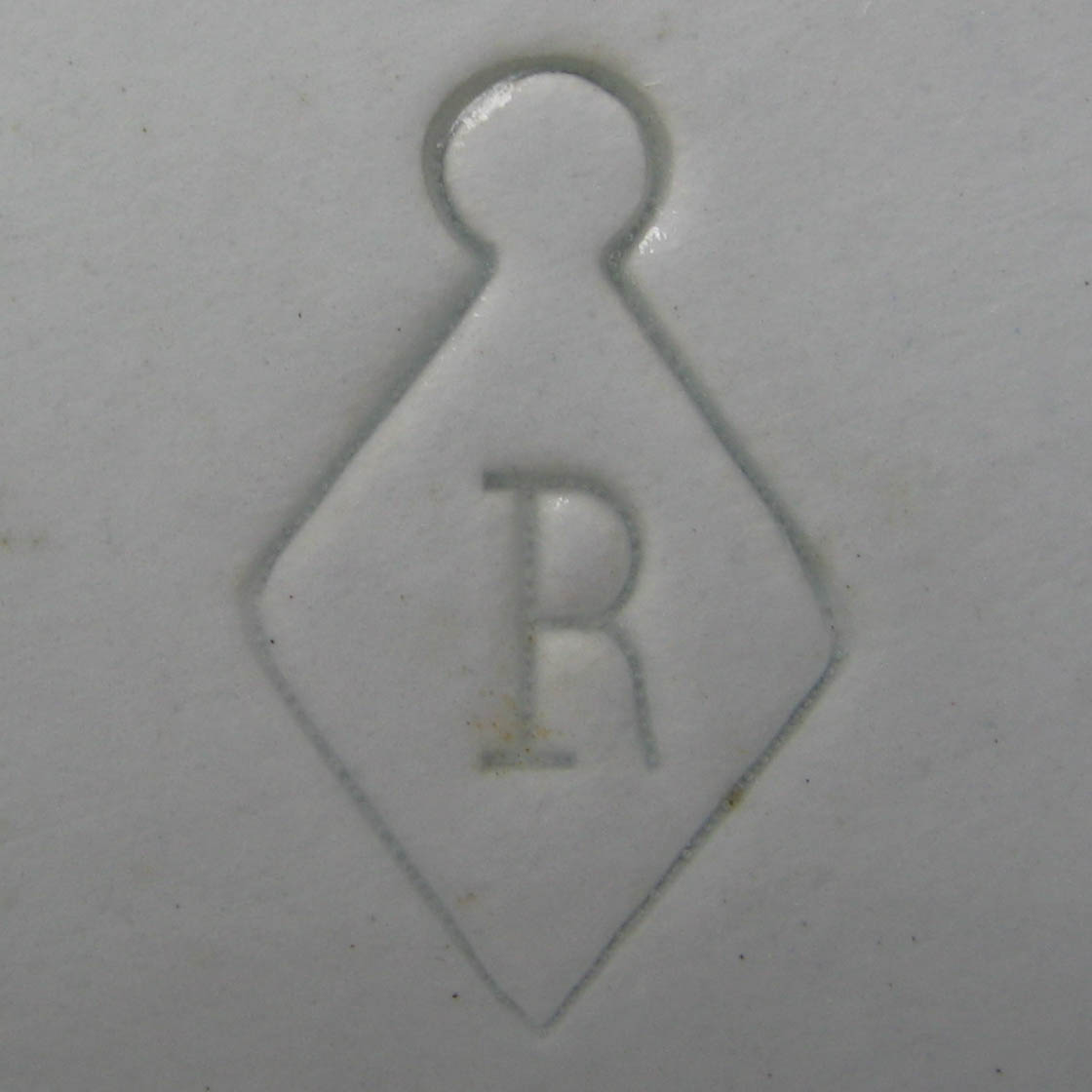
Ook na de naamsverandering bleef de 'R' van Regout nog lang in het beeldmerk van De Sphinx (ca. 1904-10)

Sinds 1899 heette de onderneming van Petrus Regout en zijn zonen De Sphinx v/h Petrus Regout & Co, naar de sfinx die al sinds 1879 als beeldmerk werd gebruikt. Het zou nog tot 1917 duren voor De Sphinx herkenbare producten ging produceren. Op 1 januari van dat jaar werd Johan Lint als eerste gediplomeerde ontwerper en chef-modelleur in dienst genomen. Zijn belangrijkste ontwerp is het servies Clary uit 1917. In 1924 volgde Willem Rozendaal hem op als ontwerper. Hij ontwierp verschillende gedenkborden en serviezen, waaronder het servies Serail (1925), dat uitgevoerd is in het zogenaamde gietproces, waarmee De Sphinx omstreeks 1900 was begonnen te experimenteren.
Rozendaal werd in 1929 opgevolgd door de beeldhouwer Charles Vos, die een half jaar voor De Sphinx werkte. Hij ontwierp het bekende beeldje van de liggende sfinx, dat diende als reclamemateriaal voor winkeliers die Sphinx-aardewerk verkochten. Van 1929 tot 1946 was Edmond Bellefroid als ontwerper in dienst bij De Sphinx, met uitzondering van de periode 1942-1944, omdat hij weigerde zich aan te sluiten bij de Nederlandsche Kultuurkamer. Bellefroid ontwierp in de jaren 30 meer dan 35 serviezen voor De Sphinx. Zo ontwierp hij voor De Bijenkorf in de geest van de nieuwe zakelijkheid het gestroomlijnde, bruin geglazuurde servies Maas en voor HEMA het theeservies Strand (beide 1934). Bellefroid ontwierp ook klassiek aandoende serviezen, als Recamier (1939). In 1930 begon De Sphinx met de productie van hotelporselein (Terra Nova) en na 1945 ook huishoudelijk porselein. In 1950 vertrok Bellefroid naar Mosa en nam De Sphinx een nieuwe hoofdontwerper, Pierre Daems (1950-'69), in dienst, alsmede de ontwerper Wim Visser (1954-'56).
In 1958 fuseerden de twee Maastrichtse aartsrivalen, De Sphinx en Société Céramique. Het fusiebedrijf heette aanvankelijk Sphinx-Céramique, vanaf 1960 Koninklijke Sphinx. Pierre Daems bleef als hoofdontwerper serviezen en andere keramische producten ontwerpen. Ook het populaire Boerenbont werd tot 1969 voortgezet (daarna gecontinueerd door Royal Boch). In 1969 eindigde de productie van zowel huishoudelijk aardewerk als hotelporselein, waarna het bedrijf zich nog uitsluitend met keramisch sanitair bezighield.

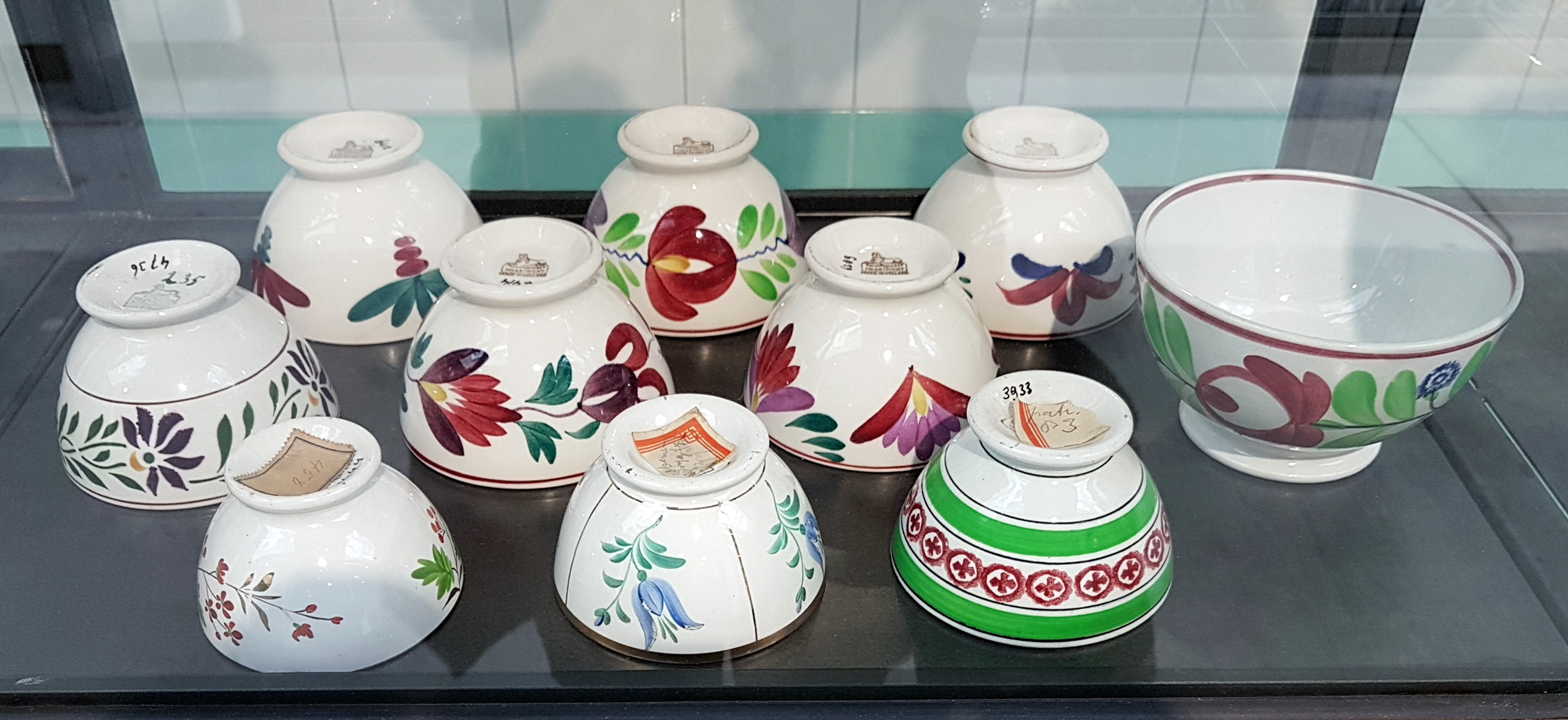
Diverse kommen met motief Boerenbont, 20e eeuw
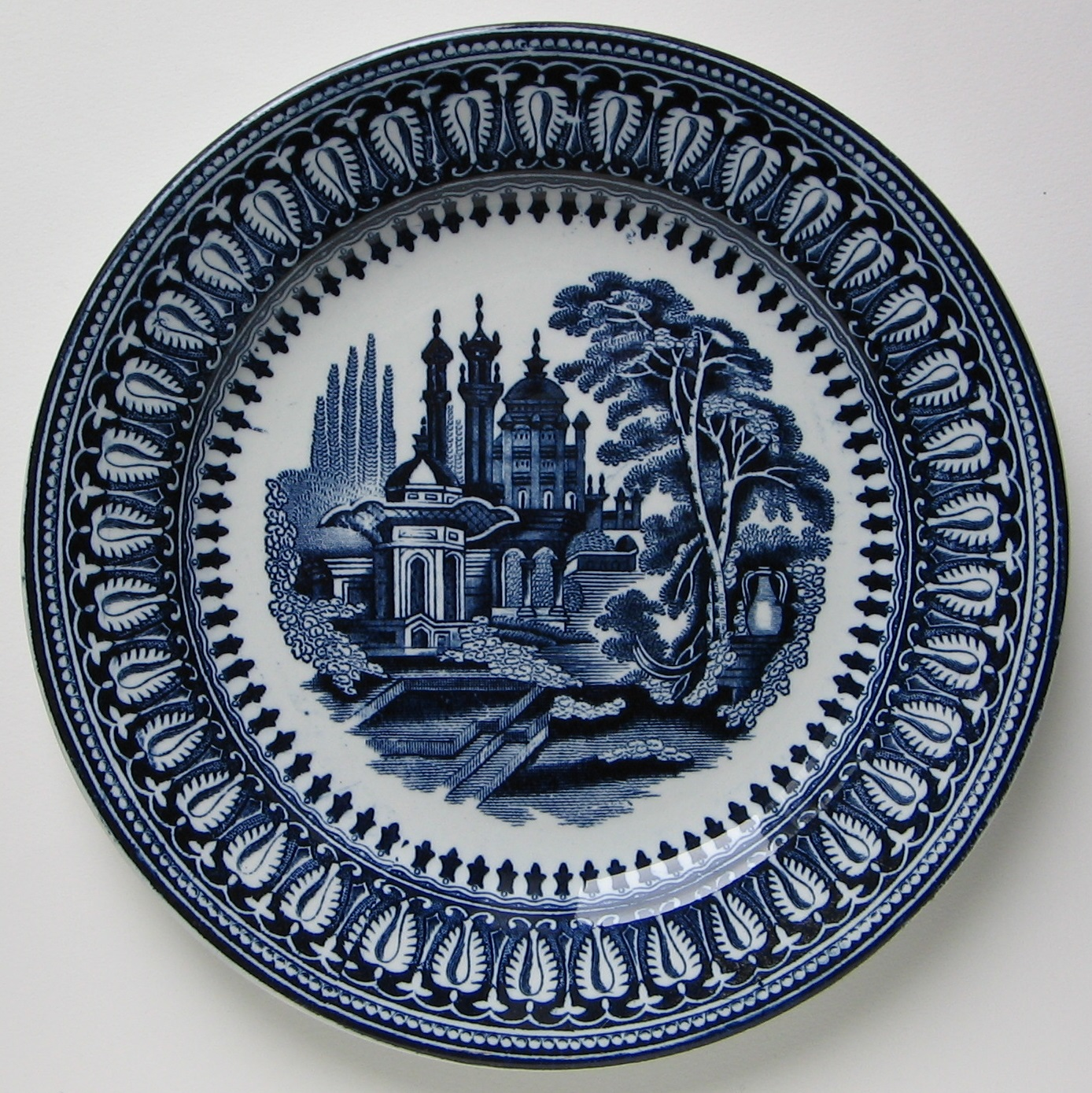
Bord Agra in chinoiseriestijl, ca. 1899-1932
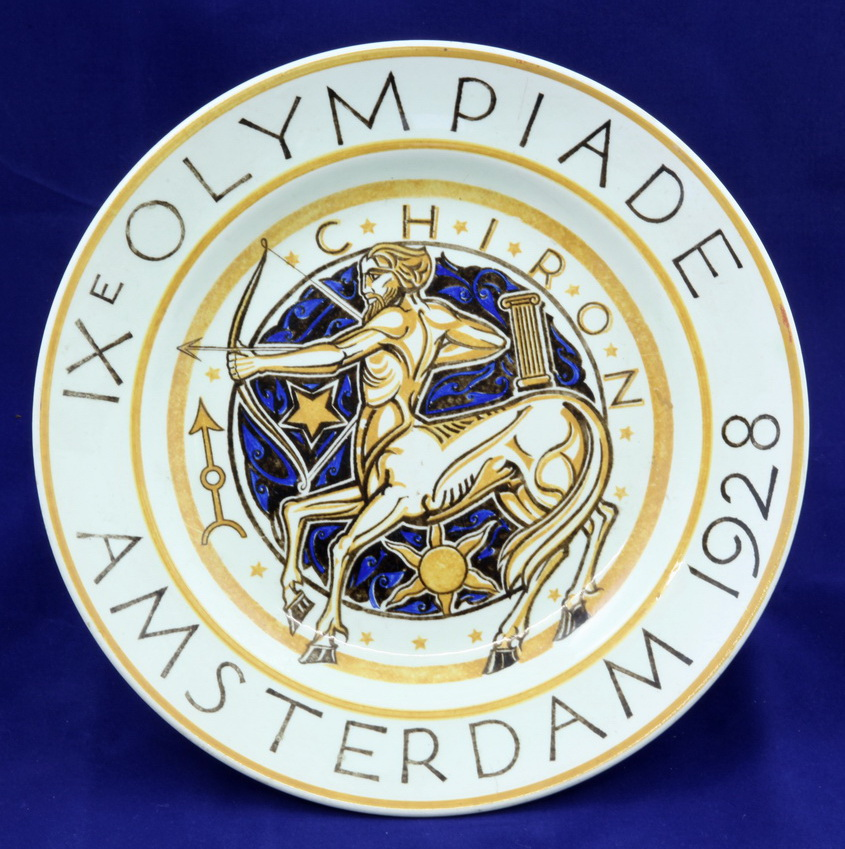
Herinneringsbord IXe Olympiade, 1928
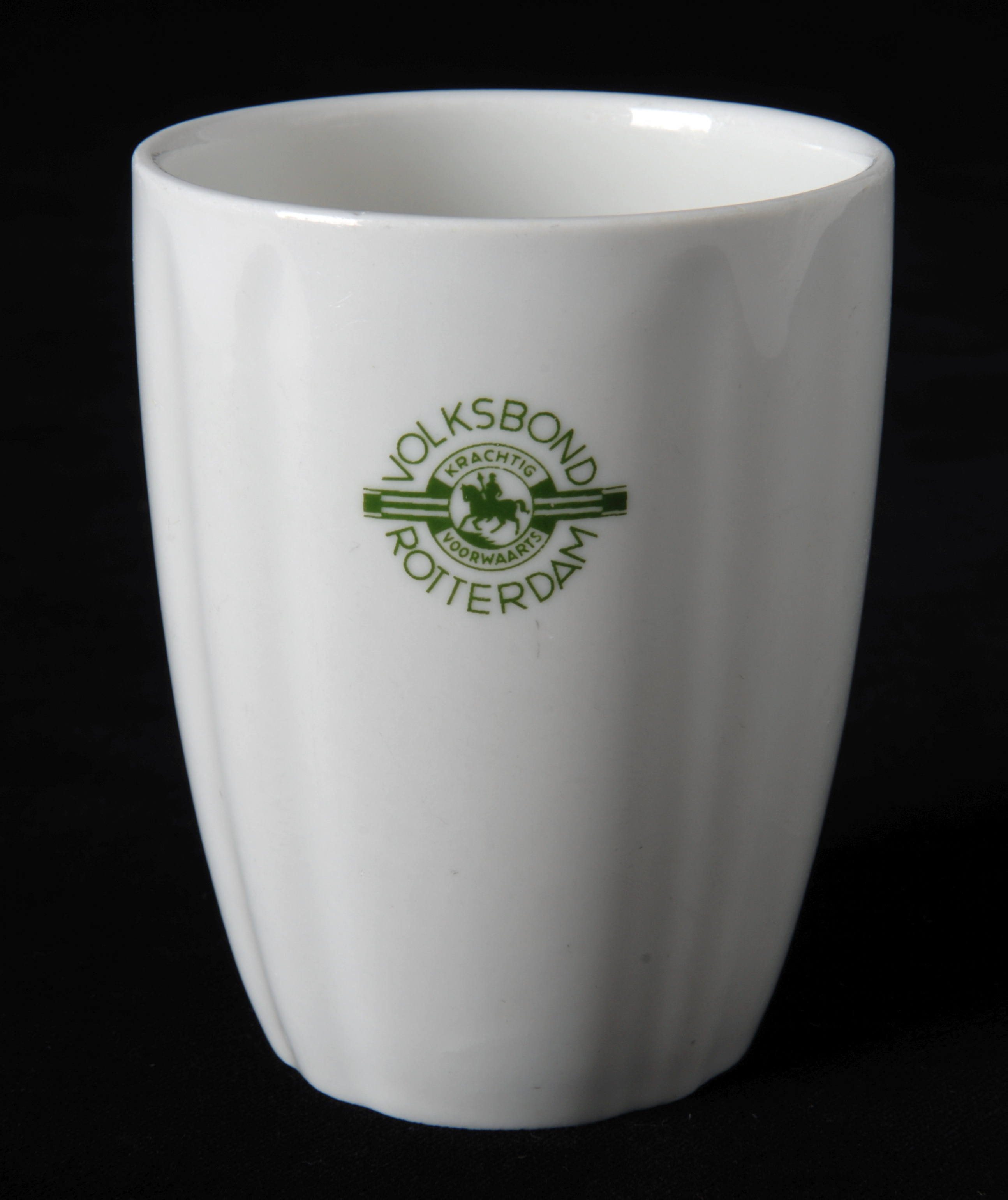
Melkbeker Volksbond Rotterdam, ca. 1960-70

## De 'kleintjes': Clermont & Chainaye (1851-1859), N.A. Bosch (1853-1866), G. Lambert & Cie. (1859-1863) en F. Regout & Co. (1891-1896)

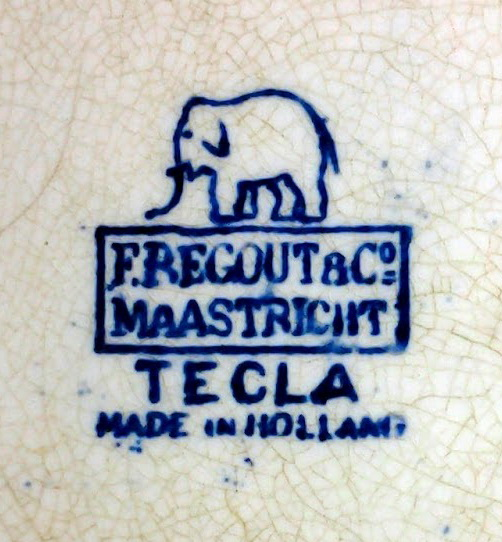
Beeldmerk F. Regout & Co., 1891-96

De in 1851 opgerichte aardewerkfabriek van Wynand Clermont en Jérôme Chainaye langs de Maas in Wyck was geen lang leven beschoren. De oprichting werd gezien als een poging om de onderneming van Petrus Regout, met wie Clermont enige tijd had samengewerkt, te ondermijnen. Na een korte bloeitijd (de fabriek had in 1855 al 243 werknemers) werden in het crisisjaar 1857 zware verliezen geleden. In 1859 werd het bedrijf verkocht aan het in dat jaar opgerichte Guillaume Lambert & Cie., waaruit vier jaar later de Société Céramique voortkwam. Producten van Clermont & Chainaye en van G. Lambert & Cie. zijn tamelijk zeldzaam.
Van de dertien jaar opererende aardewerkfabriek van N.A. Bosch, in 1866 door brand verwoest, zijn eveneens weinig producten bewaard gebleven. Bekend zijn enkele kommen en borden van aardewerk met blauwe of lila transferdecors met arcadische taferelen in de typisch victoriaanse stijl van het midden van de 19e eeuw.
De oprichting in 1891 te Limmel van de aardewerkfabriek van Frederik Regout werd door het 'moederbedrijf' (De Sphinx) gezien als een regelrechte aanval, die een felle prijzenoorlog ontketende. In 1896 nam het moederbedrijf de onderneming F. Regout & Co. voor een fors bedrag over. Er werd nog enkele jaren onder eigen naam doorgeproduceerd om de lopende orders te voldoen. Vanaf 1902 ging op deze locatie Sphinx Tegels van start. Producten van F. Regout & Co. vertonen een grote gelijkenis met die van P. Regout & Co. Zelfs de namen en het beeldmerk (een liggende leeuw of een staande olifant) lijken sterk op de sfinx van het moederbedrijf.

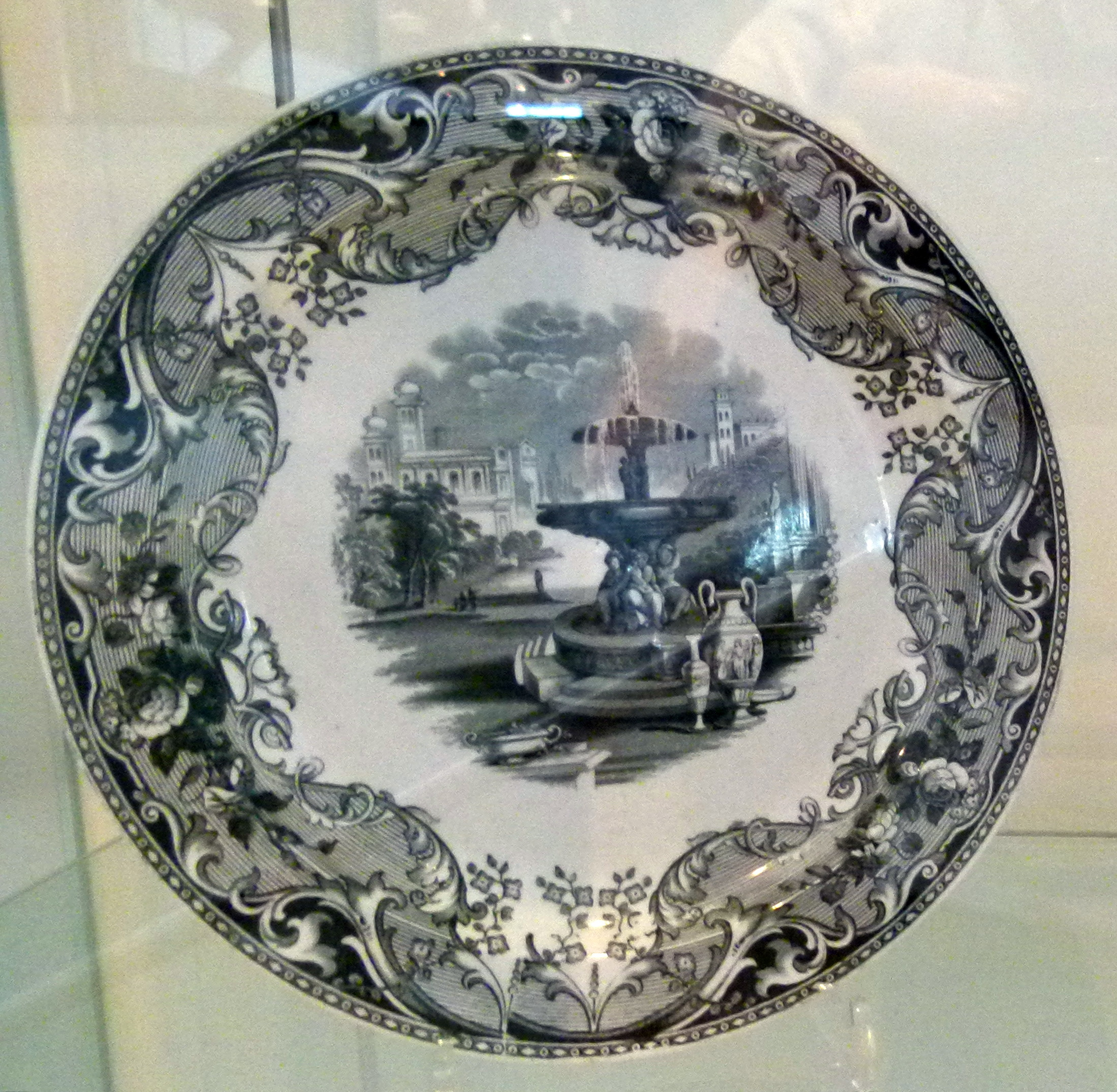
Bord Cremona, Clermont & Chainaye (1851-59)
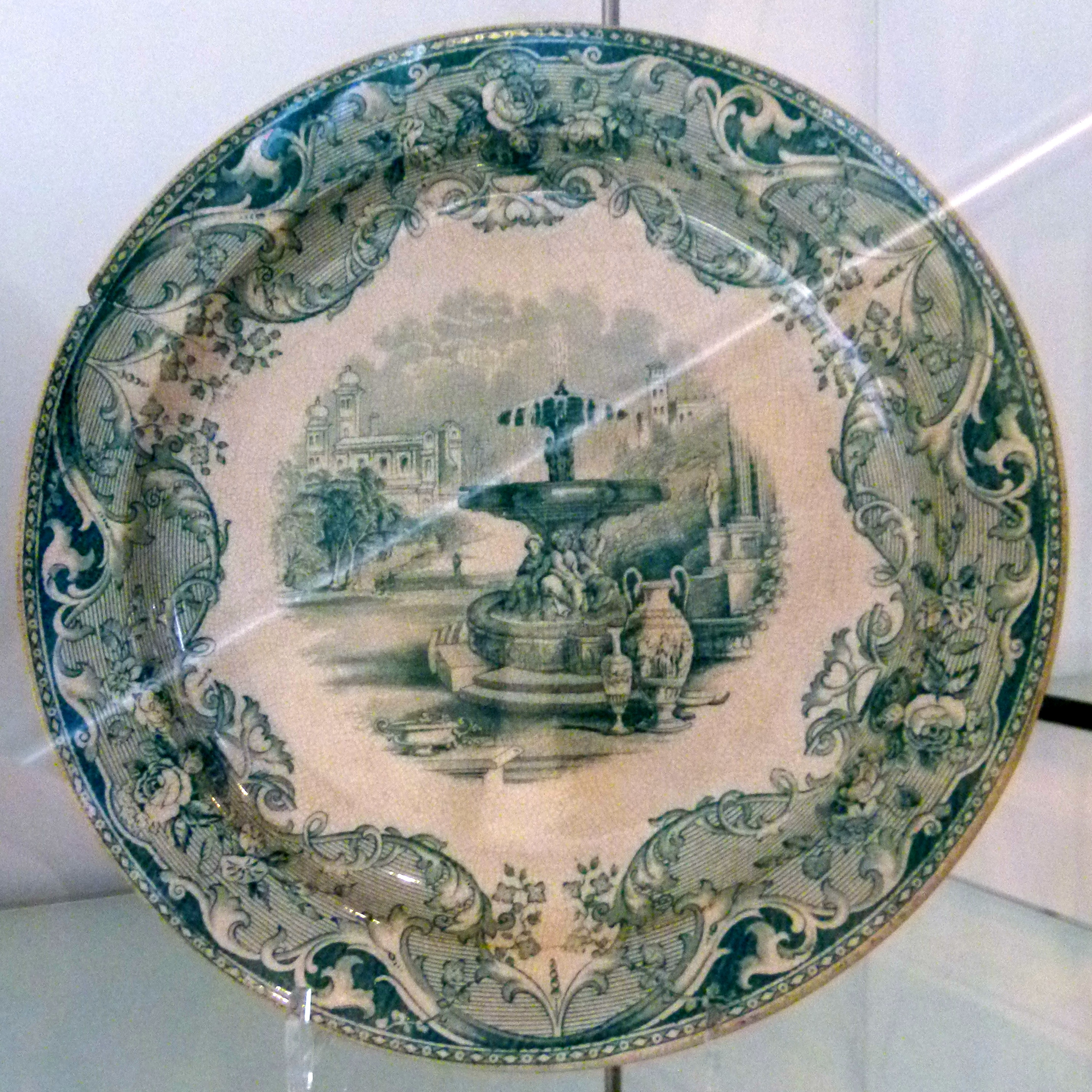
Hetzelfde decor, G. Lambert & Cie., 1859-63
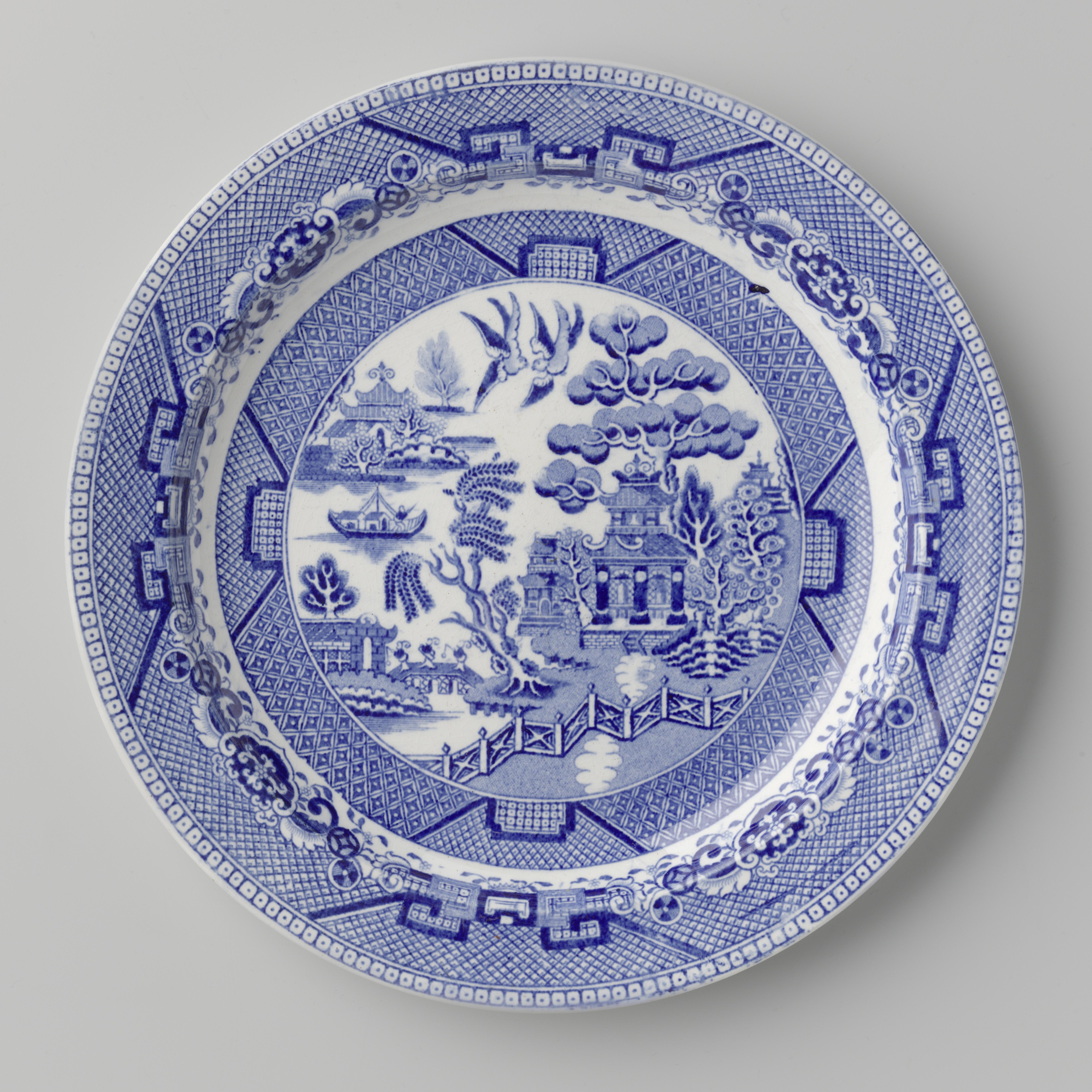
Chinoiseriebord, N.A. Bosch, 1853-66
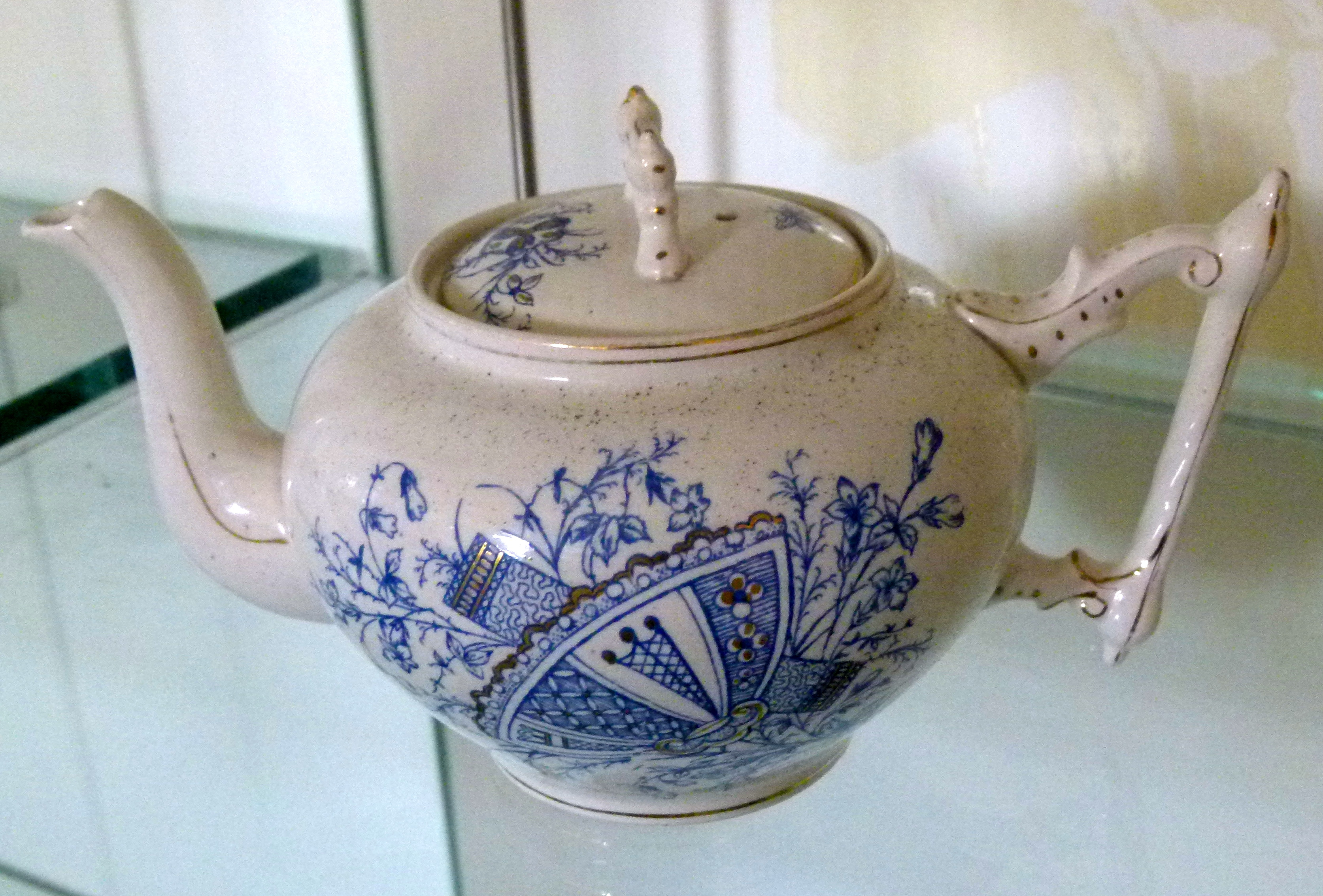
Theepot Casu, F. Regout & Co., 1891-96

## Verzamelingen en exposities
Maastrichts aardewerk wordt door velen verzameld. Sinds 1979 bestaat de Vereniging Maastrichts Aardewerk, waar de meer dan 1000 leden informatie kunnen uitwisselen. De belangrijkste museale verzameling is de collectie Maastrichts aardewerk in het Centre Céramique in Maastricht. Het CC bezit het meest complete overzicht van Maastrichts aardewerk, met onder meer de zogenaamde fabriekscollectie van Koninklijke Sphinx (57.000 stuks) en een omvangrijke collectie Mosa-porselein (11.000 stuks), in 2009 door de verzamelaar Henk van Buren uit Hardinxveld-Giessendam geschonken aan het museum.
Het Bonnefantenmuseum in Maastricht besteedt incidenteel aandacht aan Maastrichts aardewerk, vooral met betrekking tot bekende ontwerpers. Zowel in het Belvédère-informatiecentrum (in de voormalige Sphinx-showroom) als in de Sphinx Passage op het terrein van de voormalige Sphinxfabrieken, zijn vitrines met Regout- en Sphinxproducten opgesteld. Het Discovery Center Continium in Kerkrade beschikt eveneens over een collectie Maastrichts aardewerk, in de eerste plaats bedoeld ter illustratie van de vroege industriële ontwikkeling van Maastricht en Limburg. Het Keramiekmuseum Princessehof in Leeuwarden bezit enkele Boerenbont-objecten. Ook in de collecties van het Rijksmuseum Amsterdam bevinden zich voorwerpen van Maastrichts aardewerk, waaronder een kinderservies van P. Regout, enkele gebruiksvoorwerpen van N.A. Bosch, diverse ontwerpen van Edmond Bellefroid en een serie herinneringsborden.
In Maastricht zijn in de loop der jaren verscheidene tentoonstellingen gewijd aan Maastrichts aardewerk, onder andere in het Bonnefantenmuseum in 1976 en 1980. In 1976 besteedde het Rijksmuseum Amsterdam aandacht aan diverse aardewerkproducenten uit Maastricht. In 2017 vond op het voormalige eiland Deshima in Nagasaki (Japan) een expositie plaats van Maastrichts aardewerk, die door prinses Laurentien werd geopend.

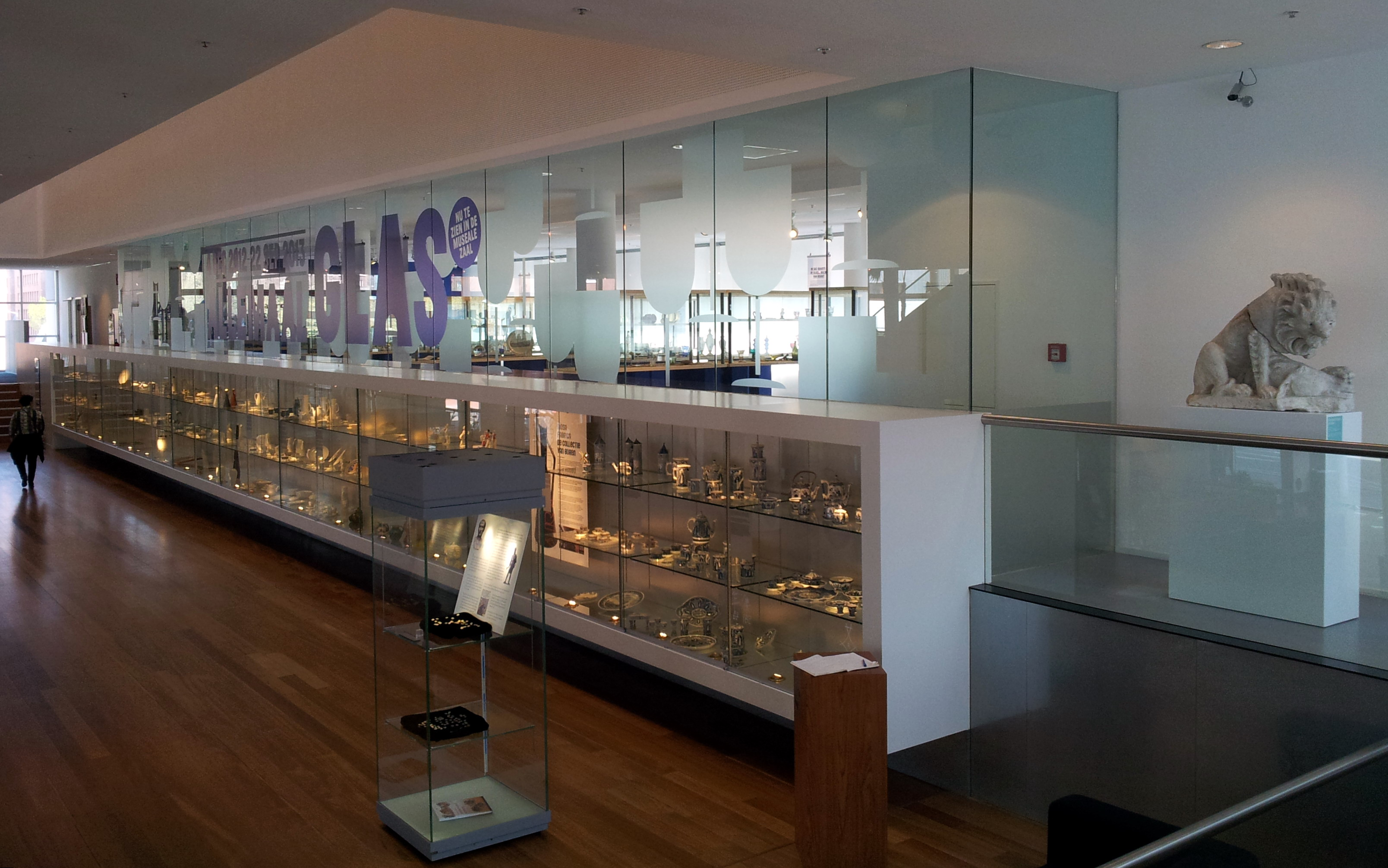
Vitrine met Mosa aardewerk, Centre Céramique
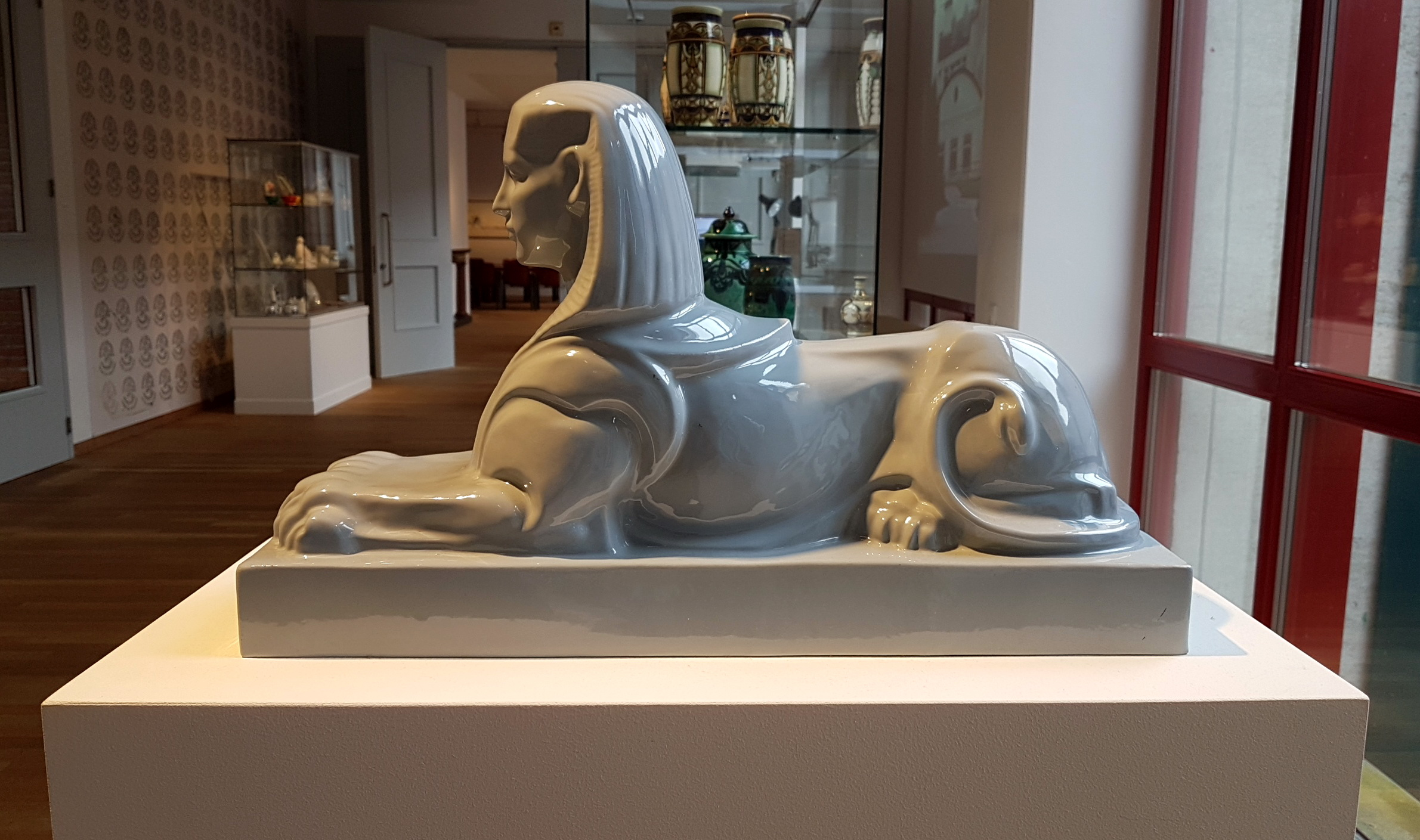
Sfinx (Ch. Vos, ca. 1930), Bonnefantenmuseum
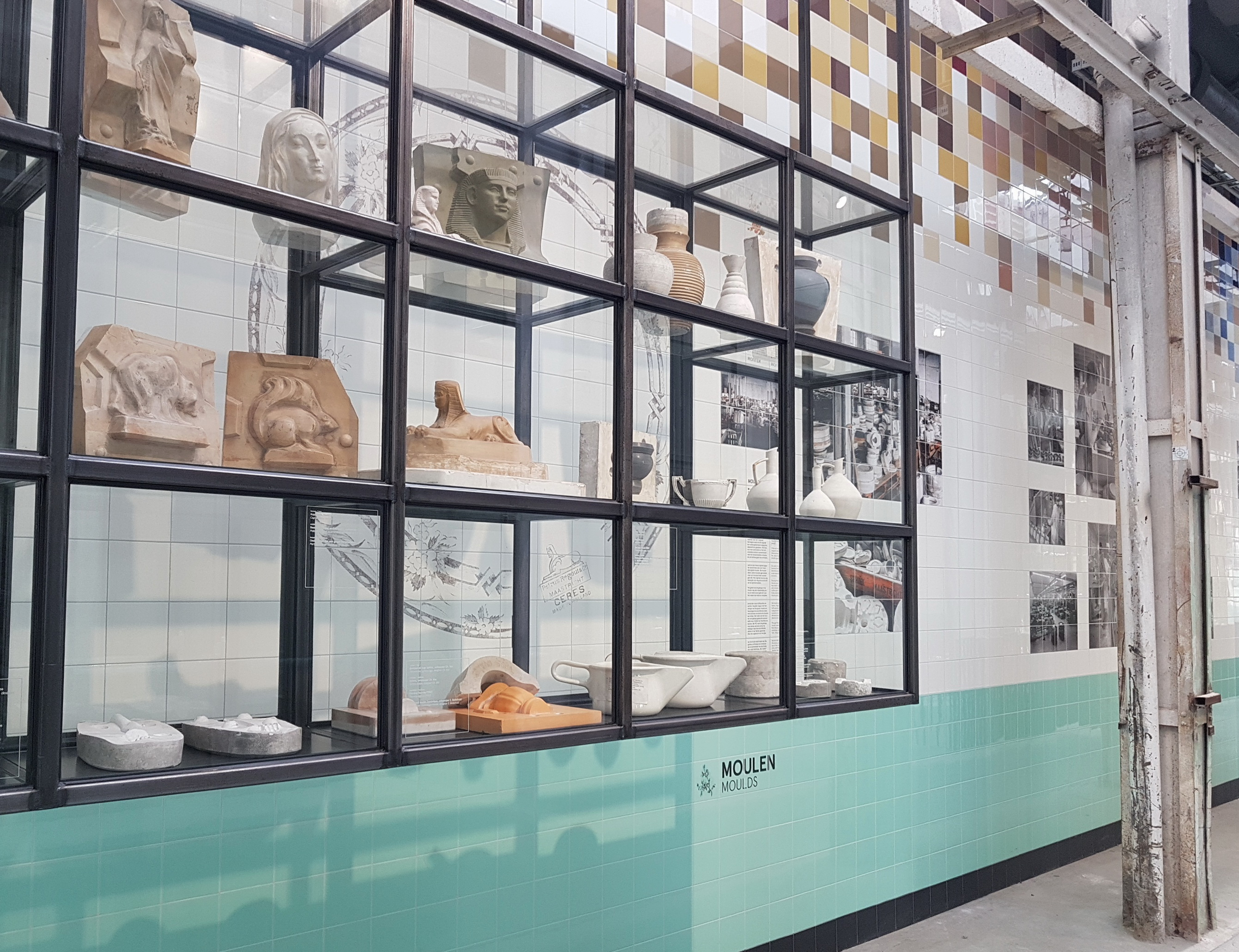
Sphinx aardewerk, Sphinx Passage
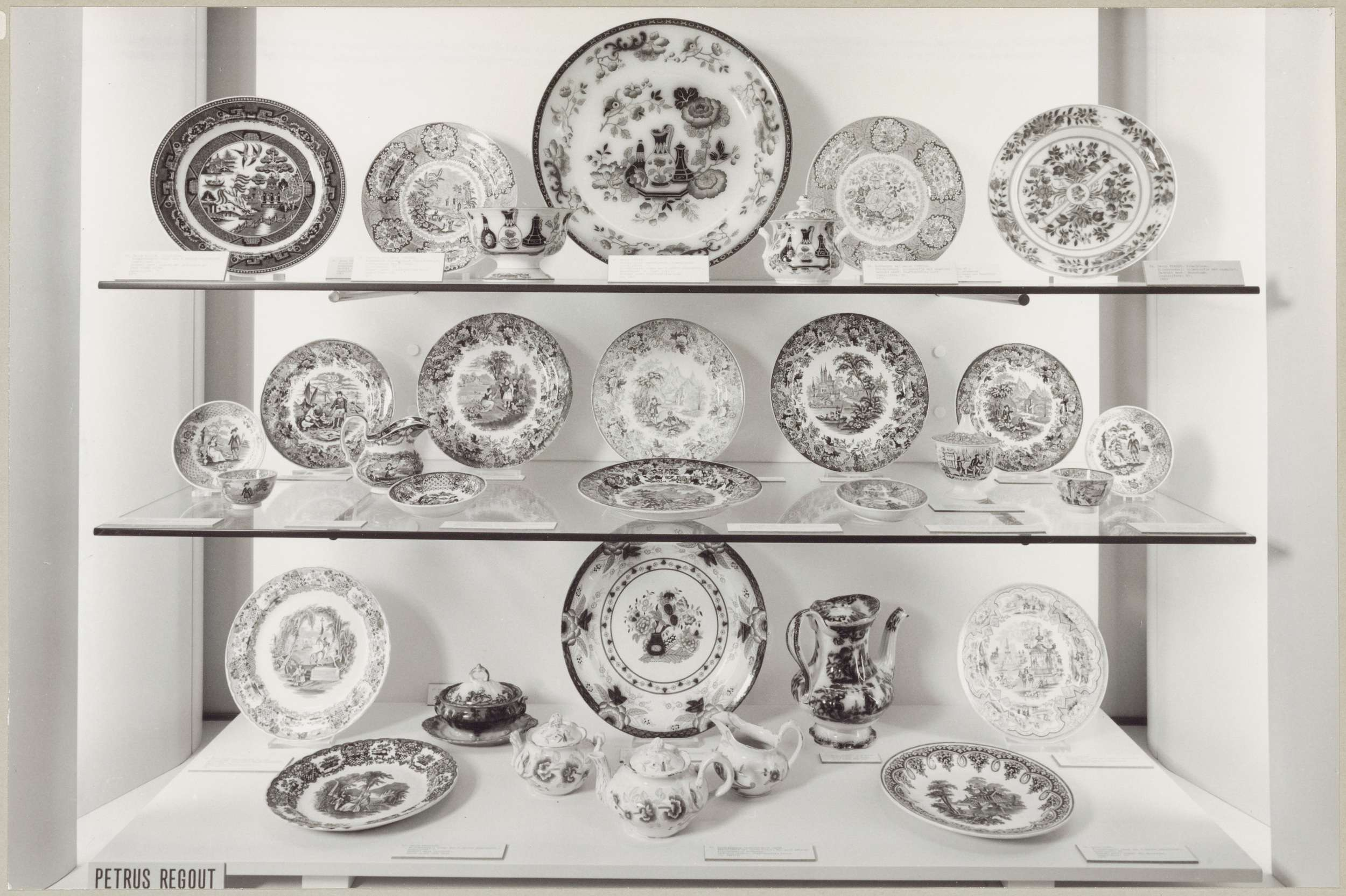
Serviesgoed P. Regout, Rijksmuseum Amsterdam